# Jürgen Lehnert
Jürgen Lehnert (Magdeburgo, RDA, 2 de noviembre de 1954) es un deportista de la RDA que compitió en piragüismo en la modalidad de aguas tranquilas.
Participó en los Juegos Olímpicos de Montreal 1976, obteniendo una medalla de bronce en la prueba de K4 1000 m. Ganó dos medallas en el Campeonato Mundial de Piragüismo en los años 1973 y 1974.

## Palmarés internacional
| Juegos Olímpicos   | Juegos Olímpicos          | Juegos Olímpicos  | Juegos Olímpicos |
| Año                | Lugar                     | Medalla           | Evento           |
| ------------------ | ------------------------- | ----------------- | ---------------- |
| 1976               | Montreal (Canadá)         | Medalla de bronce | K4 1000 m        |
| Campeonato Mundial |                           |                   |                  |
| Año                | Lugar                     | Medalla           | Evento           |
| 1973               | Tampere (Finlandia)       | Medalla de bronce | K4 1000 m        |
| 1974               | Ciudad de México (México) | Medalla de oro    | K4 1000 m        |